# وزیر امور خارجه ژاپن
وزیر امور خارجه یکی از اعضای کابینه در دولت ژاپن است و مسئولیت سیاست خارجی ژاپن و مدیریت وزارت امور خارجه ژاپن را بر عهده دارد. از زمان پایان اشغال ژاپن، این مقام یکی از مقتدرترین مقام‌های کابینه بوده‌است، زیرا منافع اقتصادی ژاپن کاملاً مبتنی بر روابط خارجی است.

## فهرست وزیران
- اکوما شیجنوبا، اوت ۱۹۱۵ – اکتبر ۱۹۱۵
- تاناکا گی‌ایچی، ۲۰ آوریل ۱۹۲۷ – ۲ ژوئیهٔ ۱۹۲۹
- ماتسواوکا یوسوکه، ژوئیهٔ ۱۹۴۱ – ژوئیهٔ ۱۹۴۱
- توجو هیدکی، ۱۹۴۲ – ۱۹۴۲
- جونیچیرو کویزومی، ژانویهٔ ۲۰۰۲ – فوریهٔ ۲۰۰۲
- یوریکو کاواگوچی، ۲۰۰۲–۲۰۰۴
- نوبوتاکا ماچیمورا، ۲۰۰۴–۲۰۰۵
- تارو آسو، ۲۰۰۵–۲۰۰۷
- نوبوتاکا ماچیمورا، ۲۰۰۷–۲۰۰۷
- ماساهیکو کومورا، ۲۰۰۷–۲۰۰۸
- هیروفومی ناکاسونه، ۲۰۰۸–۲۰۰۹
- کاتسویا اوکادا، ۲۰۰۹–۲۰۱۰
- سیچی ماهارا، ۲۰۱۰–۱۰۱۱
- یوکیو ادانو (سرپرست)، ۲۰۱۱–۲۰۱۱
- تاکاکی ماتسوموتو، ۲۰۱۱–۲۰۱۱
- کوچیرو گنبا، ۲۰۱۱–۲۰۱۲
- فومیو کیشیدا، ۲۶ دسامبر ۲۰۱۲ – ۳ اوت ۲۰۱۷
- تارو کونو، ۳ اوت ۲۰۱۷ – اکنون